# 16 Pułk Piechoty Honwedu
16 Pułk Piechoty Honwedu (HonvIR 16, HIR.16) – pułk piechoty królewsko-węgierskiej Obrony Krajowej.  
Pułk został utworzony w 1886 roku. Okręg uzupełnień - Bańska Bystrzyca (węg. Besztercebánya, niem. Neusohl).
Kolory pułkowe: szary (niem. schiefergrau), guziki złote. Skład narodowościowy w 1914 roku 56% – Węgrzy, 41% – Słowacy. 
Komenda pułku oraz I batalion stacjonowały w Bańskiej Bystrzycy, II batalion w Balassagyarmat, a III batalion w Jelšava.
W 1914 roku wszystkie bataliony walczyły na froncie wschodnim. Bataliony wchodziły w skład 78 Brygady Piechoty Honwedu należącej do 39 Dywizji Piechoty, a ta z kolei do VI Korpus 4 Armii.

## Dowódcy pułku
- płk Franz Hill (1914[3])